# Јошихиса Јошикава
Јошихиса Јошикава (јап. 吉川 貴久; 4. септембар 1936 — 12. октобар 2019) био је јапански стрелац. Учествовао је на Летњим олимпијским играма 1960, 1964, 1968 и 1972. Освојио је бронзану медаљу 1960. и 1964. године.